# 我的主人
《我的主人爱作怪》（日语：これが私の御主人様）是原作、作畫的日本漫畫作品，於《月刊少年GANGAN》連載。在2007年2月停止連載，外界推測是因和離婚所致（兩人已於2008年6月27日正式離婚）。此作的背景設定在山口縣宇部市，即的出身地。單行本全5卷。
改編電視動畫於2005年4月7日至6月30日播放。

## 故事大綱
一位雙親意外過世後繼承了大筆遺產的14歲富翁，覺得自己需要受人照顧，於是公告聘請住家女僕。兩個離家出走的少女進了他的大屋。經過一輪混亂後，富翁聘請了她們做他的女僕。之後又有一位女僕加入，於是成了3女僕1主人的世界……

## 角色

### 主要角色
中林義貴（配音：皆川純子）
本作品的主角。14歲，繼承死於車禍的雙親所留下的龐大遺產的孤伶伶少年。
乍看之下很正常，不過其實是戀童癖加制服戀加偷拍狂加電玩美少女狂，散發著少年漫畫主角所不會有的危險氣氛的主人。
性格相當變態，因此在班級裡一个朋友也沒有。夢想是被可愛的女孩子叫「主人」。
運動神經為零，不過打網球時可以很準確地把網球打到女生的裙子下掀裙。
由于泽渡姐妹的入住而燃起了鬼畜之心，爱叫泉「老婆」，因此经常被泉和安奈击飞。喜欢可爱的女孩子，讨厌一切雄性生物。
特技是天才變態级别的裁缝手艺，家中女佣的女仆装均出自其手。
唯一还算正常的爱好是养锦鲤，不过一池的鱼被命名为名雪、拉姆、小茜、观铃。
依照他死去母親（他的父母死後化為幽靈，他父親利用惡整他們來進行測試）的描述，他與泉的相處模式與他父母年輕時的相處模式一樣。
澤渡泉（配音：淺野真澄）
14歲，因弄壞義貴家古董而欠下高額債務，不得不在中林家忍辱負重當女僕抵債的不幸女主角。身材很好。
責任感很強，總是把妹妹美月的事放在第一位來考慮，極端厭惡義貴的變態行為。永遠不使用任何日語敬語稱呼義貴，以表示她對義貴的完全不尊重。
因為被義貴、波奇、安奈喜歡上，所以也是個老是被欺負的可憐角色。
原本是個正常的人物；不過隨著故事其間老是被邪惡的義貴、難以掌握的美月、以及以破竹之勢成为抓狂角色的安奈和謎樣的波奇所騷擾，她完美地成長為蠻力角色。
有暴力傾向，並被認為有成為SM女王的潛質（曾經在SM女王的指導下以SM的方法虐待義貴）。
義貴的父母（化為幽靈）把她當成兒媳婦，看到他們的相處模式以後放心地升天。
澤渡美月（配音：清水爱）
13歲，和姊姊泉一同來到中林家的少女。有著天真爛慢明朗笑容的可愛少女。頭腦很好，有著成為策略家的資質。
把一切都冠上「比賽」之名，充分發揮引發騷動的小惡魔性格。實際上是《我的主人愛作怪》裡頭最強的角色，可以把富家女整到一夕破產又突然回復原樣。君臨狂熱的親衛隊組織。
和波奇非常要好。她將泉的照片登上一個“網路偶像”的網站，其後靠著泉的出場表演獲得了可觀的收入，幫助泉還清了債務，美月也因此變得非常富有。
美月根據合約的規定，稱呼義貴為“主人”（御主人様）。
腦袋思考模式不明，對她而言，只要有趣什麼都行。滿足於中林家的現狀。
喜歡的東西有姐姐（泉似乎只是可以任意擺佈的小丑），波奇，一切可愛的東西，對於中林家那些變態的东西也很喜歡。
倉内安奈（配音：植田佳奈）
因為天生容易誤會，所以本身是喜歡上義貴，但是被泉一心阻止，不讓義貴有機會向安奈伸出魔爪的這份的心有所動搖，而轉移喜歡上泉的女生。現在為了要跟泉在一起而成為中林家的女佣。
對於泉有超越普通的「喜歡」以上的感情，會聞泉的內衣味道之類，也會出現不輸給義貴的過火作為，在這方面根本是義貴的同類（有時甚至是戰友）。她甚至曾經到過荷蘭去安排同性婚禮，但因為她未滿16歲而未能成事。
愛看的書是《百合姐妹》。夢想是未來移民荷蘭、和泉结婚。雖然喜歡做菜，卻老是做出奇怪的東西（似乎不光是奇怪而已），本人卻覺得很好吃。
在義貴手下當女僕是為了和泉在一起，所以根本不把義貴當主人看待。

### 其他角色
久米伸治（配音：遠近孝一）
西岐波中學三年級，通稱「久米伸」。美月親衛隊的隊長，之所以成為隊長是因為「先說先贏」這個簡單的理由。總是像個密探一樣地跟隨在美月身邊，在學校、中林家就不用說了，就連在富士的樹海當中也有出現。是個極度的蘿莉控。這個角色是以原作者中意的一個網站管理人為原型，不過那個管理人並不是蘿莉控。
澤渡父（配音：松本大）
澤渡姊妹的父親，深愛妻子，瑞穗和女兒的父親。不過，他的心理狀態及行為模式與義貴相近（更嚴重的是變態舉動的對象包括親女兒），每次登場都會有變態的舉動。工作是建築工人，年紀是35歲左右，脖子上掛的骷髏項鍊是攜帶用的菸灰缸。
澤渡瑞穗（配音：大原沙耶香）
澤渡姊妹的母親，瑞穗最喜歡玩弄爸爸。之所以有透天厝、飼養鱷魚過著普通的生活，據推測是受到瑞穗親衛隊的幫助。還希望把女兒嫁入豪門（義貴家）。
澤渡花梨（配音：宍戸留美）
是繼泉、美月之後澤渡家三姐妹的么女。年紀是五歲，頭髮和眼珠的顏色之所以不同，只是因為「想要製造會不會是情婦的女兒的傳聞」這樣的理由。個性純真，認為喜歡鱷魚的人不會是壞人。
波奇（配音：津久井教生）
美月從蛋開始孵育，是隻貨真價實的鱷魚（應該是）。不過會用雙腳行走，看到可愛的女孩子會追著跑，討厭被男生觸碰，電腦裡面有一堆美女圖；所以真面目頗受懷疑，令人懷疑身上有拉鍊，但他對母鱷魚也很有興趣、而且會以鱷魚的方法抓魚吃，所以真的是一隻鱷魚。說穿了，他在心理和行為上，和義貴為同類，除了認為女性至上、很尊重女孩以外。
艾莉西雅（配音：桑谷夏子）
乍看之下是穩重優雅的美女，不過真面目是不折不扣的S，簡單的講就是SM。由於義貴心血來潮去南國旅遊時所認識的法國女高中生。
艾蓮（配音：荒井靜香）
所飼養的鱷魚，也是個S。
中林誠一郎（配音：璐美）
義貴的堂親，和義貴一樣是因雙親去世而繼承了大筆的遺產。興趣和義貴一樣是個蘿莉控、制服控、偷窺狂和美少女遊戲狂，不過很紳士。但是喜歡男扮女裝，就是所謂的女裝癖。
杉田多可美（配音：川澄綾子）
眉目清秀、頭腦清晰的富家千金。以多岐波中學偶像的身分君臨學校，擁有很多親衛隊，但是她的親衛隊卻被美月給搶走了，因此懷抱著競爭心態。卡西哈拉號是多可美凶暴但是會做家事的愛馬。

## 漫畫
| 冊數 | SQUARE ENIX    | SQUARE ENIX            | 東立出版社    | 東立出版社             |
| 冊數 | 發售日期       | ISBN                   | 出版日期      | ISBN                   |
| ---- | -------------- | ---------------------- | ------------- | ---------------------- |
| 1    | 2003年6月21日  | ISBN 978-4-7575-0971-9 | 2005年2月16日 | ISBN 986-11-5768-9     |
| 2    | 2004年2月21日  | ISBN 978-4-7575-1144-6 | 2005年2月16日 | ISBN 986-11-5769-7     |
| 3    | 2005年2月22日  | ISBN 978-4-7575-1365-5 | 2005年6月4日  | ISBN 986-11-6460-X     |
| 4    | 2005年12月22日 | ISBN 978-4-7575-1587-1 | 2006年4月21日 | ISBN 978-986-11-6461-8 |
| 5    | 2007年2月22日  | ISBN 978-4-7575-1943-5 | 2007年6月6日  | ISBN 978-986-11-9691-6 |

## 電視動畫

### 音樂
《這就是我的主人》電視動畫片頭曲為《TRUST》，奧井雅美負責作詞、作曲及演唱，長岡成貢負責編曲。片尾曲為，淺野真澄、清水爱、植田佳奈負責演唱，負責作詞，長岡成貢負責作曲、編曲。

### 各集標題
| 集數 | 日文標題 | 中文標題 | 劇本       | 分鏡              | 演出       | 作畫導演          |
| ---- | -------- | --- | ---------- | ----------------- | ---------- | ----------------- |
| 1    |          | 这个是我的主人!? | 佐伯昭志   | 佐伯昭志          | 佐伯昭志   | 高村和宏          |
| 2    |          | 那个壶 500万 | 佐伯昭志   | 大塚雅彦          | 大塚雅彦   | 松林唯人          |
| 3    |          | 萝莉控制服狂偷拍狂的美少女遊戲狂                                                                                                | 花田十輝   | 大森英敏          | 大久保唯男 | 糸島雅彦          |
| 4    |          | 异常状态下结合的男女不持久 | 与口奈津江 | 今石洋之          | 西村博昭   | 大河原晴男        |
| 5    |          | 繼承父母遺產獨居的思春期少年 掩人耳目地在年幼無知少女的包圍下在豪宅當中隨心所欲地 創造自己理想的世界 並且逼迫她們服侍自己的傳聞 | 青島崇     | 加藤洋人          | 加藤洋人   | 加藤洋人          |
| 6    |          | 澤渡泉爭奪戰系列！慘叫的試膽大會！ 秘湯特快車東北蒸氣婆婆燃起殺人慾望的精英家庭美女家教介入 公寓管理的繼承人爭產，女傭發現了！  | 花田十輝   | 角田一樹          | 西村博昭   | 甲斐泰之          |
| 7    |          | 这是泉的!? | 佐伯昭志   | 福田道生          | 鈴木利正   | 村山公輔          |
| 8    |          | 永无休止的偷窥 | 青島崇     | 大森英敏          | 大久保唯男 | 梶浦紳一郎        |
| 9    |          | 泉就算是泉 也已經是絕不向任何人低頭的泉                                                                                         | 与口奈津江 | 中山勝一          | 中山勝一   | 松林唯人          |
| 10   |          | 这就是我的王子!? | 佐伯昭志   | 田所修            | 加藤洋人   | 加藤洋人          |
| 11   |          | 遥远的义贵 | 佐伯昭志   | 佐伯昭志 古川政美 | 西村博昭   | 甲斐泰之          |
| 12   |          | 这就是我的主人!! | 佐伯昭志   | 佐伯昭志          | 佐伯昭志   | 村山公輔 松林唯人 |

## 外部連結
- 《我的主人》官方網頁（日語）
- 作者的個人網頁[永久]（日語）
- Lolitron內的《我的主人》頁（英文）